# لوون سارگسیان (سیاستمدار)
لوون هراچی سارگسیان (ارمنی: Լևոն Հրաչի Սարգսյան («Ալրաղացի Լյովիկ»)؛ زادهٔ ۷ فوریهٔ ۱۹۶۸) یک کارآفرین، اقتصاددان و سیاستمدار اهل ارمنستان است که از تاریخ ۱۹۹۹ تا تاریخ ۲۰۱۲ سمت نمایندگی دوره‌های دوم تا چهارم مجلس ملی جمهوری ارمنستان را برعهده داشت.

## زندگی‌نامه
در ۷ فوریه ۱۹۶۸ در ایروان به دنیا آمد و از دانشگاه دولتی علم اقتصاد ارمنستان فارغ‌التحصیل شد. 